# Citigroup Center
Citigroup Center (dříve Citicorp Center, od roku 2009 přejmenovaný podle své adresy na 601 Lexington Avenue) je jeden z nejvyšších mrakodrapů v New Yorku. Budova je situována na Lexington Avenue mezi 53. a 54. ulicí v Midtown Manhattanu.
Budova má 59 poschodí a výšku 279 metrů. Navrhl ji architekt Hugh Stubbins mladší pro banku Citibank. S výstavbou se začalo v roce 1974 a stavba byla dokončena v roce 1977. V současné době je Citigroup Center sedmou nejvyšší budovou v New Yorku.
Zajímavostí je, že spodní část mrakodrapu netvoří pevná masa budovy, ale jen čtyři sloupy. Ty zabírají výrazně méně prostoru, takže bylo možné na pozemku vytvořit celé náměstí s nákupním centrem, restauracemi i luteránským kostelem sv. Petra, projektovaným v podobném stylu jako vlastní mrakodrap.